# Göran Malmvall
Göran Malmvall, född 1917, död 2001, var en svensk möbelsnickare och möbelformgivare utbildad vid Carl Malmstensskolan i Linköping.
Göran Malmvall var yngsta sonen av fyra till fadern Karl Andersson. 1944 grundade de fyra sönerna tillsammans med fadern möbelföretaget Karl Andersson & Söner Möbelfabrik där Göran Malmvall var aktiv främst i rollen som möbelformgivare ända fram till 1982. Göran Malmvall ritade under sin livstid många för sin tid så populära enkla furumöbler, även så kallade sportstugemöbler. Bland annat ritade Malmvall den enkla pinnstolen '521' med sina fyra stycken fyrkantiga och förhållandevis grova ribbor, fyrkantiga, lätt koniska benprofiler med kilade fästen. Han ritade även furustolen '510' med sin distinkta solida rygg vilken även tillverkades i en karmstolsvariant. 1972 ritade Malmvall förvaringsserien KA72 som är i produktion än idag hos företaget i Husqvarna. Han ritade även under sin tid möbler för företagen Svitjod och Svensk Fur.